# Hipposideros abae
Hipposideros abae е вид бозайник от семейство Hipposideridae.

## Разпространение
Видът е разпространен в Буркина Фасо, Гана, Гвинея, Гвинея-Бисау, Демократична република Конго, Камерун, Кот д'Ивоар, Либерия, Нигерия, Сиера Леоне, Того, Уганда, Централноафриканска република и Южен Судан.